# برایتنهاین
برایتنهاین (به آلمانی: Breitenhain-Strößwitz) یک منطقهٔ مسکونی در آلمان است که در نوی‌اشتات آن در ارلا واقع شده‌است. برایتنهاین ۱۵۱ نفر جمعیت دارد.